# Det Københavnske Teatersamarbejde
Det Københavnske Teatersamarbejde (dänisch für Kopenhagener Theaterverbund), oft KbhT abgekürzt, ist eine sich selbstverwaltende Organisation, die dem dänischen Kulturministerium untersteht und verantwortlich für das Sponsoring sowie das Management einiger Theater in der Metropolregion Kopenhagen ist. Sie hieß bis Ende 2011 Københavns Teater (dänisch für Kopenhagener Theater).
Die Gründung erfolgte 1975.

## Theater
Die folgenden Theater werden durch die Organisation gemanagt:
- Betty Nansen Teatret
- Republique
- Folketeatret
- Østre Gasværk Teater
- Nørrebro Teater